# Jefferson Hall (Schauspieler)

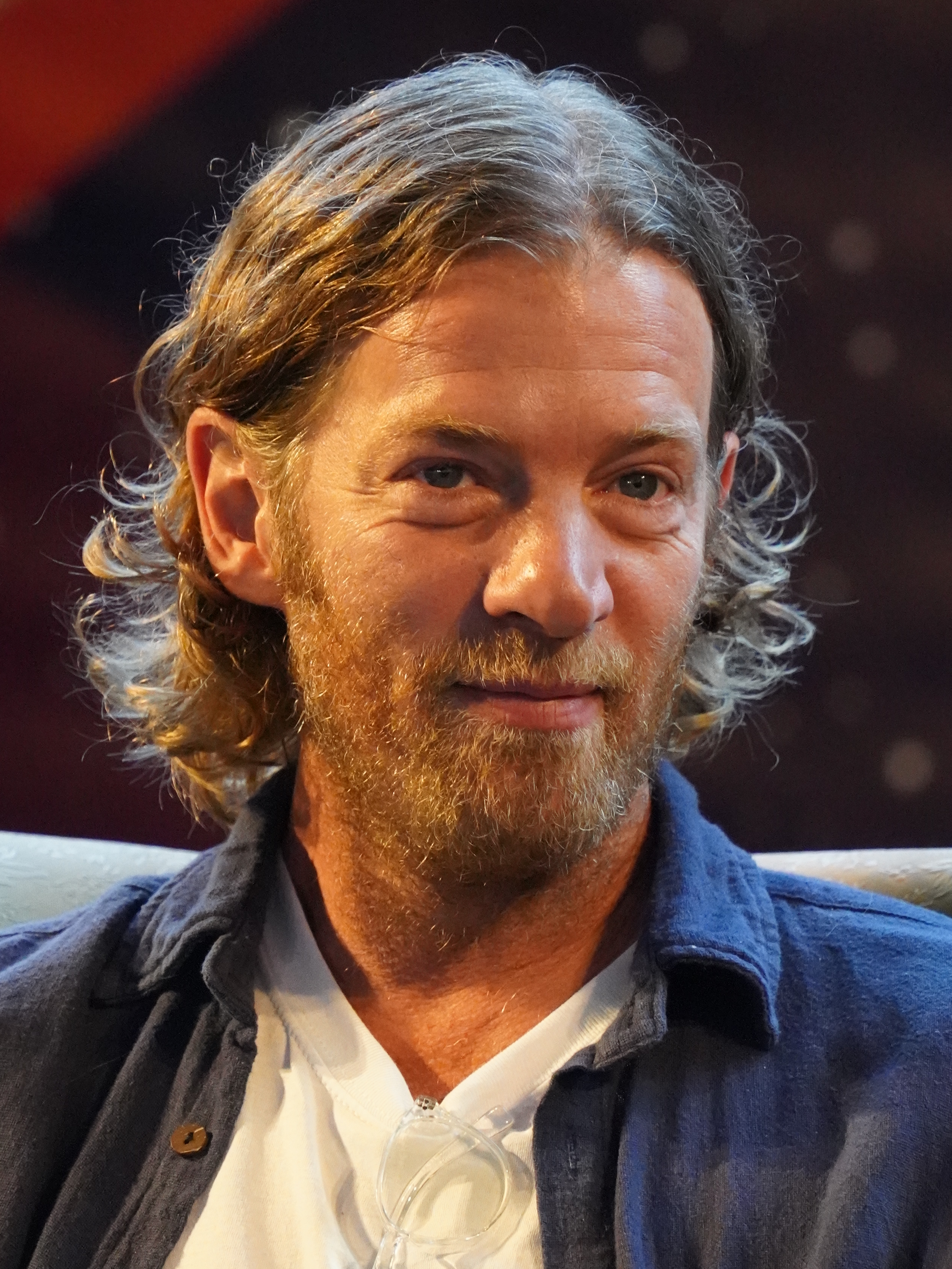
Jefferson Hall (2024)

Jefferson Hall (* 6. Dezember 1977 in Coventry, West Midlands) ist ein britischer Schauspieler.

## Leben
Jefferson Hall wurde in der britischen Stadt Coventry geboren und besuchte die Central School of Speech and Drama in London. Er ist seit 2005 vor allem in britischen Film- und Fernsehproduktionen zu sehen. Eine seiner bekanntesten Rollen spielte er 2011 in der ersten Staffel der erfolgreichen Serie Game of Thrones als Ser Hugh.
Weitere Fernsehauftritte verbuchte Hall unter anderem in The Bill, Doctors, Wizards vs Aliens oder Silent Witness. Von 2013 bis 2015 gehörte Hall in der Rolle des Torstein zur Besetzung der erfolgreichen Serie Vikings. 2017 spielte er die Rolle des Thorne Geary in Taboo.
Neben seinen Fernsehrollen übernimmt Hall auch immer wieder kleinere Rollen in Filmen. So spielte er 2009 in Sherlock Holmes eine Wache, 2015 einen Offizier der Ersten Ordnung in Star Wars: Das Erwachen der Macht oder 2018 Aaron Korey in Halloween. Seit 2022 spielt er die Zwillinge Jason und Tyland Lannister in der Serie House of the Dragon.

## Filmografie (Auswahl)
- 2005: Hooligans (Green Street Hooligans)
- 2007: Casualty (Fernsehserie, Episode 21x21)
- 2007: Clapham Junction (Fernsehfilm)
- 2007–2010: Doctors (Fernsehserie, zwei Episoden)
- 2008: The Bill (Fernsehserie, Episode 24x16)
- 2008: The Disappeared – Das Böse unter uns (The Disappeared)
- 2009: Breaking the Mould (Fernsehfilm)
- 2009: Emma (Fernsehserie, drei Episoden)
- 2009: Sherlock Holmes
- 2010: Bloody Foreigners (Fernsehserie, Episode 1x01)
- 2011: Game of Thrones (Fernsehserie, zwei Episoden)
- 2011: Powder
- 2012: Holby City (Fernsehserie, Episode 14x30)
- 2012–2013: Wizards vs Aliens (Fernsehserie, 26 Episoden)
- 2013: Two Doors Down (Fernsehfilm)
- 2013–2015: Vikings (Fernsehserie, 20 Episoden)
- 2015: Newcomer
- 2015: Star Wars: Das Erwachen der Macht (Star Wars: The Force Awakens)
- 2016: Beowulf – Return to the Shieldlands (Fernsehserie, zwei Episoden)
- 2017: Taboo (Fernsehserie, sechs Episoden)
- 2018: Silent Witness (Fernsehserie, zwei Episoden)
- 2018: Halloween
- 2019: Skin Walker
- 2020: Devs (Miniserie, sechs Episoden)
- 2020: Tenet
- seit 2022: House of the Dragon (Fernsehserie)
- 2023: Simon Becketts Die Chemie des Todes (Fernsehserie)
- 2023: Oppenheimer